# 亞伯拉罕·蓋姆
亞伯拉罕·蓋姆（英語：Abraham Guem，1999年4月29日—）是南蘇丹男子田徑運動員。
2021年4月，他在駒澤奧林匹克公園總合運動場陸上競技場以1500公尺3.42:99的成績刷新個人最佳成績和國家紀錄。他代表南蘇丹參加2020年夏季奧林匹克運動會並且擔任開幕典禮代表團掌旗官。